# Vincenzo Florio jr
Vincenzo Florio (Palermo, 18 marzo 1883 – Épernay, 6 gennaio 1959) è stato un imprenditore e mecenate sportivo italiano.

## Biografia
Di famiglia benestante, chiamato anche Vincenzo junior, per distinguerlo dall'omonimo nonno, e figlio minore del senatore Ignazio Florio, armatore e industriale di vini; fratello minore di Ignazio, con la morte del padre nel 1891 ereditò, insieme al fratello che le gestì, le imprese di famiglia.
Vincenzo fu da sempre appassionato di automobilismo, tanto che partecipò come pilota a diverse gare. Nel 1905 concepì la Coppa Florio.

Florio, a sinistra con Alfred Neubauer e Juan Manuel Fangio alla Targa Florio del 1955.

Ma fu nel 1906 che applicò le sue doti imprenditoriali per la creazione e organizzazione di un trofeo automobilistico in Sicilia, la Targa Florio, corsa automobilistica annuale sul circuito delle Madonie, che avrebbe conosciuto grande successo.  L'anno dopo ideò anche la prima corsa a tappe di ciclismo, il Giro di Sicilia.
Nel 1913 fondò l'Automobile Club di Sicilia.
Brevettò, durante la prima guerra mondiale, un autocarro cingolato per il trasporto di munizioni e viveri per le strade di montagna arrivando ad una velocità di 20 km/h, come un moderno fuoristrada. L'autocarro venne prodotto dal 1916 in poi e fu utilizzato nella grande guerra.
Nel 1920 diede vita anche alla Targa Florio motociclistica.
Nell'estate 1908 fu annunciato il fidanzamento di Vincenzo con la principessa Annina Alliata di Montereale, giovanissima bellezza dell’aristocrazia siciliana. Le nozze ebbero luogo un anno dopo, nella chiesa di Casa Professa a Palermo. I testimoni per la sposa furono il principe di Sciara e il principe di Scordia, in delegazione del padre, principe di Trabia, assente da Palermo. Per lo sposo, il principe Alliata di Montereale e il barone Antonio di Ramione.  Nel 1911 la principessa Alliata, giovanissima, morì di colera. 
Vincenzo si risposò nel 1912 con Lucie Henry giovane attrice francese, donna affascinante, di spiccata intelligenza e grande personalità, che non esitò ad alienare alcuni suoi preziosissimi gioielli per salvare la residenza all'Arenella dalla vendita all’asta. 
È morto il 6 gennaio 1959 ed è stato sepolto nella cappella di famiglia, nel Cimitero di Santa Maria di Gesù.
Non vi sono eredi di sangue diretti, in quanto non ebbe figli dalla prima moglie, Annina, né dalla seconda, la francese Lucie. Questa, prima di sposarsi con Florio, aveva già una figlia dalla quale nacque Vincenzo "Cecè" Paladino, nipote acquisito di Vincenzo, cresciuto a immagine e somiglianza del "nonno".